# Victor Ramos (football, 1989)
Pour les articles homonymes, voir Victor Ramos.
Victor Ramos, de son nom complet Victor Ramos Ferreira est un défenseur central brésilien (né à Salvador de Bahia le 5 mai 1989)

## Biographie
Avant d'arriver en Belgique, Victor Ramos portait les couleurs du EC Vitória, club de première division brésilienne.
Il fait sa première apparition pour le Standard durant le match de ligue des champions face à l'Olympiakos, le 4 novembre 2009.
Lors de la trêve de janvier 2011, Victor Ramos prolonge ses vacances au Brésil et rate le stage de son équipe à Faro, au Portugal. Il revient finalement en Belgique avec quelques semaines de retard mais ne rejoue plus avec son équipe depuis lors.
À la suite de ces quelques problèmes dus en partie à des soucis d'adaptation, le Standard décide de le prêter à Vasco da Gama pour la saison 2011-2012. Malheureusement, ce prêt n'est pas une réussite et le temps de jeu de Victor Ramos sera très limité. Lors du mercato hivernal, un nouveau prêt est négocié avec le Standard de Liège afin qu'il rejoigne son club formateur, le EC Vitória. L'accord est officialisé le 31 janvier 2012. Le 3 janvier 2014, il est transféré définitivement au club mexicain du CF Monterrey pour la somme de 5 millions d'euros
Victor Ramos a également été membre de l'équipe nationale brésilienne des moins de 20 ans.